# Diadumene kameruniensis
Diadumene kameruniensis är en havsanemonart som beskrevs av Oscar Henrik Carlgren 1927. Diadumene kameruniensis ingår i släktet Diadumene och familjen Diadumenidae. Inga underarter finns listade i Catalogue of Life.